# Du Pinhua
Du Pinhua est une femme chinoise, postulante au titre de doyenne de l'humanité. Elle serait née le 22 avril 1886 et est morte le 11 décembre 2006, selon le siège du Livre Guinness des records de Shanghai qui s'oppose sur ce point au siège londonien.
Affirmant être née en 1886 en Chine, elle vivait avec son fils adoptif dans le district de Jianwei de la province du Sichuan (sud-ouest de la Chine). Orpheline dès l'âge de 4 ans, elle fut adoptée à l'âge de 7 ans par des moines bouddhistes d'un temple local. Du Pinhua est décrite comme végétarienne et d'un tempérament débonnaire.
Selon la filiale de Shanghai du Livre Guinness des records (mais avec un apparent doute du siège londonien du Guinness), Du Pinhua a été proclamée personne la plus âgée en 2002. Ce titre semble ne plus avoir été mis en avant jusqu'en avril 2006 quand il fut affirmé en Chine que Du Pinhua célébrait son cent-vingtième anniversaire. Son âge n'a pas été internationalement reconnu.
Du Pinhua décède le 11 décembre 2006 à Leshan, en Chine, à l'âge revendiqué de 120 ans.